# 連江県 (中華民国)
連江県（リエンジアン/れんこう-けん）は、中華民国福建省の県。歴史的な連江県の島嶼部にあたり、大陸の中華人民共和国にも同名の県がある。

## 地理
台湾海峡北部、福建省閩江河口部の馬祖島に位置し、南北54キロ、総面積は29平方km強の島嶼群であり、東引、西引、亮島、高登など36の島から構成されている。
島嶼群最大の南竿島の面積は10.64平方キロ、中華人民共和国の福州から僅か16海里に位置するため、両岸対立時には最前線の島であった。

## 歴史
馬祖島の旧名は南竿塘である。宋代に媽祖に由来する現在の名称に改められた。宋代の伝承によれば興化軍莆田県湄州島に林愿という都巡が住んでいたという。その六女黙娘は孝心に富み、また毎晩海岸で火を起こし漁船が遭難することを防いでおり、島民の賞賛の的であった。しかしある日父が遭難してしまうと、黙娘は海に出て父を探した。結局遺体が南竿島に流れ着いたが、地元の人々がその孝心を顕彰して廟を立て「媽祖」と称するようになり、後にこれが「馬祖」に改められ島名となったと伝わる。
無人島であった馬祖だが、元代の1277年から1367年にかけて、閩浙沿海の漁民達が天然の良港となることを発見し、悪天候の際の避難先・水の補給地として漁民の補給地点として利用された。明代になると、漁民達が入植し村落を形成するようになった。
中華民国成立後、政府は南竿、北竿、東犬、西犬各島に監倉を設置し、漁業振興政策を推進した。1934年には南竿に聯保弁事処を設置し、保甲制度を整備した。日中戦争中の1937年には日本軍によって占領されるが、1945年には福建海上保安総隊及び軍隊が西犬に駐留し治安維持に当たった。
1949年の国共内戦中には中華民国軍が各島に進駐し、馬祖軍管区行政公署が設置された。その後1950年には福建省政府閩東北行署と改称、1953年には南竿に連江県政府、西犬に長楽県政府、翌年には東引に羅源県政府が設置されるなど、行政区画の変更が短期間の内に複数回行われた。
1955年、閩東北行署を福建省第一区行政督察専員公署と改編し連江、長楽、羅源の各県政を統括するようになった。馬祖は金門と並び両岸対立の最前線となっていたため、福建省政府は国防部の要請を受け入れて1967年に専員公署を廃止、馬祖守備区（現在の馬祖防衛司令部）による軍政が敷かれると同時に長楽県、羅源県を連江県に編入した。
1992年11月7日、本島に遅れて馬祖でも戒厳令が解除され地方自治が復活、県長の直接選挙や県議会が成立し現在に至っている。

## 交通
海路は台馬輪（定員550名）と合富輪（軍用船、民間人用定員50席）が南竿島福澳港及び東引島中柱港から基隆港への便が運航されている。島嶼間の交通は小白船と呼ばれる小型船による連絡がある。
空路は南竿島東岸に位置する南竿空港から台北、台中へ、また北竿島の北竿空港から台北線が運航されている。
このほか小三通の一環として、南竿島福澳港と大陸の福州琅岐港間、および北竿島白沙港と黄岐港間に1日1便の両岸航路が開設されている。

## 行政地区
| 区分 | 数 | 名称                        |
| ---- | -- | --------------------------- |
| 市   | 0  |                             |
| 鎮   | 0  |                             |
| 郷   | 4  | 南竿郷 北竿郷 莒光郷 東引郷 |

|        | 色     | 名称    | 面積 （km²） | 管轄村鄰数 | 管轄村鄰数 | 人口 | 人口密度 （人/km²） | 郵便番号 |
|        | 南竿郷 | 10.4000 | 9村          | 76鄰       | 7,397      | 711  | 209                 |          |
|        | 北竿郷 | 9.9000  | 6村          | 27鄰       | 2,327      | 235  | 210                 |          |
|        | 莒光郷 | 4.7000  | 5村          | 21鄰       | 1,538      | 327  | 211                 |          |
|        | 東引郷 | 3.8000  | 2村          | 13鄰       | 1,271      | 334  | 212                 |          |
| 連江県 | 連江県 | 28.8000 | 22村         | 137鄰      | 12,533     | 435  |                     |          |

- 2016年1月の連江県資料より作成。

## 政治
連江県では1993年から県長の民選が行われている。
| 代 | 氏名   | 政党              | 任期                            |
| -- | ------ | ----------------- | ------------------------------- |
| 1  | 曹常順 | 中国国民党        | 1993年12月20日 - 1997年12月20日 |
| 2  | 劉立群 | 中国国民党        | 1997年12月20日 - 2001年12月20日 |
| 3  | 陳雪生 | 親民党            | 2001年12月20日 - 2005年12月20日 |
| 4  | 陳雪生 | 親民党→中国国民党 | 2005年12月20日 - 2009年12月20日 |
| 5  | 楊綏生 | 中国国民党        | 2009年12月20日 - 2014年12月25日 |
| 6  | 劉増応 | 中国国民党        | 2014年12月25日 - 2018年12月25日 |
| 7  | 劉増応 | 中国国民党        | 2018年12月25日 - 2022年12月25日 |
| 8  | 王忠銘 | 中国国民党        | 2022年12月25日 -（現任）        |

## 対外関係

### 姉妹都市･提携都市
- 中華民国桃園市
- 中華民国澎湖県
- 中華民国金門県

## 教育

### 大学
- 国立台湾海洋大学馬祖校区

### 高級中学
- 国立馬祖高級中学

### 国民中学
- 連江県立介寿国民中学
- 連江県立中正国民中学

- 連江県立中山国民中学

- 連江県立敬恒国民中学

### 国民小学
- 連江県立介寿国民小学
- 連江県立中正国民小学
- 連江県立敬恒国民小学

- 連江県立仁愛国民小学
- 連江県立塘岐国民小学

- 連江県立東莒国民小学